# NGC 5836
NGC 5836 (również PGC 53554 lub UGC 9664) – galaktyka spiralna z poprzeczką (SBb), znajdująca się w gwiazdozbiorze Małej Niedźwiedzicy. Odkrył ją William Herschel 16 marca 1785 roku.